# Emilio Recoba
Emilio Recoba (ur. 3 listopada 1904, zm. 12 listopada 1992) – piłkarz urugwajski, obrońca.
Jako piłkarz Club Nacional de Football znalazł się w kadrze reprezentacji Urugwaju na turniej Copa América 1926, podczas którego Urugwaj zdobył mistrzostwo Ameryki Południowej. Recoba był podstawowym zawodnikiem zwycięskiego zespołu i razem z Nasazzim tworzył linię obronną Urugwaju we wszystkich czterech meczach – z Chile, Argentyną, Boliwią i Paragwajem.
Pomimo że nie wziął udziału w dwóch kolejnych mistrzostwach południowoamerykańskich (Copa América 1927 i Copa América 1929), to jako wciąż piłkarz klubu Club Nacional de Football znalazł się w kadrze reprezentacji Urugwaju na mistrzostwach świata w 1930 roku. Urugwaj został wtedy mistrzem świata, jednak Recoba nie zagrał w żadnym z meczów. Zmarł w listopadzie 1992 w wieku 88 lat. Był ostatnim żyjącym piłkarskim mistrzem świata z 1930.